# 衛生福利部花蓮醫院
衛生福利部花蓮醫院（簡稱花蓮醫院）為位於花蓮縣花蓮市的醫院，直屬衛生福利部，並在豐濱鄉設有「豐濱原住民分院」。

## 歷史
花蓮醫院的前身為1909年11月10日公告設立「台灣總督府花蓮港醫院」，直轄於臺灣總督府，在1910年3月10日開始服務，為花蓮地區歷史最悠久的醫院。1941年1月22日，在玉里街設立「花蓮港醫院玉里分院」。
1945年二次大戰結束後，花蓮港醫院改隸台灣省行政長官公署民政處衛生局，改制為「台灣省立花蓮港醫院」，由林千種醫師擔任首任院長，院名在1949年再改稱為「台灣省立花蓮醫院」。1996年12月26日於豐濱鄉成立豐濱醫療站，1997年8月15日成立為「台灣省立花蓮醫院豐濱分院」。
1999年，本院及分院由於精省政策，正式更名為「行政院衛生署花蓮醫院」及「行政院衛生署豐濱分院」。2005年，豐濱分院改制為「行政院衛生署花蓮醫院豐濱原住民分院」。2013年，因應行政院組織改造，再次更名改隸「衛生褔利部花蓮醫院」及「衛生褔利部花蓮醫院豐濱原住民分院」至今。